# Lek ej med kärleken
Lek ej med kärleken (franska: On ne badine pas avec l'amour) är en komedipjäs från 1834 av den franske författaren Alfred de Musset. Den handlar om två kusiner som ska gifta sig och utsätter varandra för spel och intriger. Pjäsen bär spår av Mussets förhållande med George Sand, som även gav upphov till romanen Bekännelser av ett seklets barn och diktsviten Nätterna.
Pjäsen översattes till svenska av Hjalmar Söderberg för Radioteatern 1936. Radiouppsättningen regisserades av Alf Sjöberg och gick i repris 1997. År 1998 utgavs en nyöversättning av Anders Bodegård gjord för Dramaten.
Georg Wilhelm Pabst använde pjäsen som förlaga till den förlorade filmen Man spielt nicht mit der Liebe från 1926, med Werner Krauss och Lili Damita i huvudrollerna. År 1961 sattes pjäsen upp för TV-teatern som Lek ej med kärleken, i regi av Bengt Lagerkvist.